# Rezso Seress
Rezso Seress (3. studenog 1899. – 11. siječnja 1968.) bio je mađarski pijanist i skladatelj.
Sam je naučio svirati klavir, a skladao je pjesmu "Szomorú Vasárnap", što u prijevodu na engleski znači "Gloomy Sunday", a u prijevodu na hrvatski "Tamna nedjelja".
Pjesma je nastala 1933., a postala je poznata po urbanoj legendi koji govori da je povezana s mnogo samoubojstava. Urbana legenda također govori kako su je mnoge američke i europske radiopostaje zabranile jer je bila previše depresivna i tužna.
Najpoznatiji oblik te pjesme na engleskom pjevala je Billie Holiday 1941. godine.
Pjesma "Gloomy Sunday" napisana je kada je pisac László Jávor prekinuo sa svojom djevojkom i zamolio Serresa da sklada pjesmu za Jávorov mađarski tekst.
Iako je Rezso Seress sam bio mnogo puta prisiljavan na teške fizičke radove te je vrlo često bio pretučen i zadobio teške tjelesne ozljede, za razliku od svoje majke preživio je Drugi svjetski rat i holokaust.
Rezso Seress pokušao se ubiti skokom s prozora 11. siječnja 1968., u 69. godini, no preživio je pad. Međutim, poslije se u bolnici zadavio žicom.
Njegova se žena otrovala.
U jednom lokalu u Budimpešti pjesma "Gloomy Sunday" i danas se svira na klaviru u znak spomena na njega.